# تشيت فورمان
تشيت فورمان (بالإنجليزية: Chet Fuhrman)‏ هو مدرب رياضي أمريكي، ولد في 1951 في هاريسبرج في الولايات المتحدة.